# 데이지 비번
데이지 베번(Daisy Bevan, 1992년 3월 23일 ~ )은 잉글랜드의 배우이다.

## 출연 작품

### 영화
- 엘리자베스 (1998)
- 어페어 오브 더 넥클리스 (2001)
- 1월의 두 얼굴 (2014)
- Revolution: New Art For A New World (2016)